# Giáo dục khoa cử thời Hồ
Giáo dục và khoa cử thời Hồ trong lịch sử Việt Nam phản ánh hệ thống giáo dục và chế độ khoa cử nước Đại Ngu từ năm 1400 đến năm 1407.

## Hệ thống giáo dục
Từ cuối thời Trần, khi nắm quyền điều hành triều chính, Hồ Quý Ly đã bước đầu đã có những tác động toàn diện tới kinh tế - xã hội Đại Việt, trong đó có nền giáo dục. Từ năm 1392, Hồ Quý Ly đã soạn sách Minh đạo 14 thiên dâng lên thái thượng hoàng Trần Nghệ Tông, phê phán một số danh nho, nghi ngờ một số chỗ của sách Luận Ngữ của Khổng Tử, phê phán thói giáo điều của các nhà Nho như Hàn Dũ, Chu Đôn Di, Trình Hiệu là "trộm Nho", "cóp nhặt văn chương"; đồng thời ông đề nghị khuyến khích thực học, kén người tài năng.
Hồ Quý Ly hạn chế Phật giáo, Đạo giáo, đề cao Nho giáo, nhưng là thứ Nho giáo thực dụng, chống giáo điều, kết hợp với tinh thần Pháp gia. Hồ Quý Ly là vị vua đầu tiên phổ biến rộng rãi việc dùng chữ Nôm, đưa chữ Nôm lên vị trí quan trọng. Điều đó được xem là biểu hiện của ý chí nêu cao tinh thần dân tộc. Ông soạn sách Thi nghĩa (nghĩa của Kinh Thi) bằng chữ quốc âm rồi sai người dạy cho hậu phi và cung nhân học tập. Ông còn chép thiên Vô dật (Không nên nhàn hạ) ra chữ quốc âm để dạy vua Trần Thuận Tông. Nhà nghiên cứu Trần Bá Nam cho rằng việc chú trọng chữ Nôm của Hồ Quý Ly trong hệ thống giáo dục đương thời có tác động đến thành tựu văn học chữ Nôm của những người kế tục sau đó, trong đó điển hình là Nguyễn Trãi.
Hệ thống trường lớp tại các địa phương được Hồ Quý Ly thúc đẩy mở rộng từ cuối thời Trần và tiếp tục duy trì sang thời Hồ, theo đó tại các lộ xa như Sơn Nam, Kinh Bắc, Hải Đông, mỗi phủ đều đặt một học quan, ban ruộng công cho phủ, châu lớn 15 mẫu, vừa 12 mẫu và nhỏ 10 mẫu để chi dụng dạy học ở lộ, phải đốc thúc học quan dạy dỗ học trò để cho thành tài nghề. Mỗi cuối năm phải chọn người học giỏi tiến vào triều. Hệ thống trường học này do các nhà nho và thái học sinh không làm quan, về nhà dạy học.
Cũng như các triều đại Lý, Trần trước đây, nhà Hồ lấy Tứ Thư và Ngũ Kinh làm cơ sở cho học vấn và khoa cử; đồng thời học về lịch sử Trung Hoa. Các học trò phải hiểu biết về đề tài trị nước, an dân.
Sau khi lên nối ngôi cha, Hồ Hán Thương đặt ra nhã nhạc, con các quan văn làm Kinh vĩ lang, con các quan võ làm Chỉnh đốn lang, học tập hai điệu văn võ .

## Khoa cử

### Chế độ khoa cử
Từ năm 1396 dưới thời Trần Thuận Tông, lệ thi 4 trường được Hồ Quý Ly quy định lại so với quy chế trước đó, bỏ cách thi ám tả cổ văn mà định ra tứ trường văn thể gồm:
Trường 1: thi kinh nghĩa
Trường 2: thi thơ phú
Trường 3: thi chế, chiếu, biểu
Trường 4: thi văn sách
Đến tháng 2 năm 1404, Hồ Hán Thương quy định cách thức thi cử nhân gồm thi Hương, thi ở Bộ Lễ, thi Hội (đỗ Thái học sinh). Các đợt thi đều tổ chức vào tháng 8 hàng năm. Ai đỗ cấp nào sẽ được hưởng chế độ ưu đãi tùy theo, như đỗ thi Hương được miễn lao dịch, đỗ ở Bộ Lễ thì miễn đi lính.
Phép thi của nhà Hồ bắt chước theo lối văn thể của nhà Nguyên, nhưng chia ra làm 4 kỳ, có thêm kỳ thi viết chữ và tính toán, thành ra 5 kỳ, nhưng mới thực hiện tại kỳ thi ở Bộ Lễ thì xảy ra chiến tranh nên không thực hiện được nữa. Đây là lần đầu tiên môn toán được đưa vào nội dung thi chính thức
Những đối tượng không được đi thi gồm quân nhân, phường chèo và người có tội.
Tuy coi trọng chữ Nôm nhưng Hồ Quý Ly mới dừng lại ở việc dịch sách vở chữ Hán ra chữ Nôm và viết sách chữ Nôm, còn việc thi cử vẫn thực hiện bằng chữ Hán.

### Các khoa thi
Nhà Hồ chỉ tồn tại 7 năm, trong thời gian đó đã tổ chức 2 kỳ thi, lấy gần 200 người đỗ, trong đó có 1 trạng nguyên.
Tháng 8, Canh Thìn, năm Thánh Nguyên thứ 1 (1400), đời Hồ Quý Ly tổ chức kỳ thi đầu tiên, lấy Lưu Thúc Kiệm đỗ trạng nguyên, cùng 20 người khác đỗ thái học sinh, trong đó có Nguyễn Trãi, Lý Tử Tấn, Vũ Mộng Nguyên, Hoàng Hiến, Nguyễn Thành v.v.. Đầu đề bài phú là "Linh kim tàng" . Lưu Thúc Kiệm trở thành trạng nguyên duy nhất dưới thời Hồ.
Tháng 7 năm 1405, Hồ Hán Thương tổ chức kỳ thi ở Bộ Lễ, lấy 170 người thi đỗ, gồm có Hồ Ngạn Thần, Lê Củng Thần sung làm thái học sinh lý hành; Cù Xương Triều 6 người được sung làm học sinh ở Tư Thiện đường (Tư Thiện đường nguyên là tên nhà học của Thái tử nhà Trần).

## Ý nghĩa
Việc cải cách giáo dục là một phần của chương trình cải cách toàn diện mà Hồ Quý Ly đề xướng thực hiện Những cải cách của Hồ Quý Ly trong thi cử, tuyển chọn quan nhằm xây dựng nền giáo dục, văn hóa mang bản sắc dân tộc Việt. Những định hướng của ông về một nền giáo dục của đất nước là: "tỏ rõ giáo hoá, giữ phong tục", với những quy định cụ thể nhằm nâng cao dân trí và đào tạo nhân tài cho đất nước.
Nhà Hồ tồn tại ngắn ngủi, một số nhân tài đỗ đạt dưới thời Hồ sau này phục vụ cho nhà Lê sơ như Nguyễn Trãi, Lý Tử Tấn, Vũ Mộng Nguyên, Hoàng Hiến, Nguyễn Thành.